# Conchocele bisecta
Conchocele bisecta is een tweekleppigensoort uit de familie van de Thyasiridae. De wetenschappelijke naam van de soort is voor het eerst geldig gepubliceerd in 1849 door Conrad.